# Guesálaz
Guesálaz (baskijski: Gesalatz) – gmina w Hiszpanii, w Nawarze, o powierzchni 77,03 km². W 2011 roku gmina liczyła 464 mieszkańców.